# Фанта (торт)
Торт Фанта (нем. Fantakuchen) — происходящий из Германии торт, приготовленный на бисквитной основе. Ключевым ингредиентом бисквита является безалкогольный напиток Fanta или газированная сладкая вода, таким образом, основание торта становится более пышным, чем у обычных бисквитных коржей. Верх может быть покрыт либо простой лимонной глазурью, либо кремовым слоем из густой сметаны, взбитых сливок, сахара и консервированных мандаринов, а также шоколадной или разноцветной посыпкой, конфетками Smarties. Торт Фанта готовится для празднования дней рождений, а также для продажи в кондитерских.

## История
Fanta была разработана немецким филиалом компании Coca-Cola во время Второй мировой войны, поскольку из-за торгового эмбарго некоторые типичные ингредиенты безалкогольных напитков были трудно достать в Германии. Фанта стала популярной не только как напиток, но также и как подсластитель (из-за нормирования сахара) в других блюдах, например, в тортах.
На юге США аналогичные традиционные торты с использованием 7 Up, Coca-Cola и Dr Pepper появились в середине XX века. Cracker Barrel представила в своем меню торт с Колой в 1990-х годах, включая торт с двойным шоколадным фаджем Coca-Cola.